# Isabella Greco
Isabella Greco (14 januari 1984) is een Belgisch politica voor de PS.

## Biografie
Greco studeerde in 2007 af als master in de politieke wetenschappen aan het FUCaM in Bergen. Van 2010 tot 2024 werkte ze op verschillende kabinetten van schepenen in Charleroi, vanaf 2018 als politiek secretaris van schepen Alice Monard.
Van december 2018 tot juli 2024 was Greco voor de PS provincieraadslid van Henegouwen. Bij de Waalse verkiezingen van juni 2024 stond ze als eerste opvolger op de PS-lijst in de kieskring arrondissement Charleroi-Thuin. Omdat de verkozen Thomas Dermine als ontslagnemend staatssecretaris in de federale regering zijn parlementaire mandaten niet kon uitoefenen, volgde Greco hem in juli 2024 op als lid van het Waals Parlement en het Parlement van de Franse Gemeenschap.